# 野口絵子
野口 絵子（のぐち えこ、2004年2月22日 - ）は、日本の登山家、環境活動家。父は、登山家の野口健。有限会社野口健事務所所属。

## 経歴

### 生い立ち
2004年2月22日、登山家である野口健の娘として誕生。世田谷区立桜町小学校入学後、9歳で父とともに冬の八ヶ岳にて雪山登山デビュー。
小学校卒業後、父の母校である立教英国学院中学部に入学した。
春・夏・冬休みのたびに父と共に日本のみならず世界の山々を踏破する。天狗岳、硫黄岳、横岳、赤岳等を縦走。
14歳で、ネパールのチュンクリーやカラパタールの登頂に成功した。
2019年（平成31年）3月、同中学部を卒業した。自ら強い意志で内部進学を断り、ゼロから現地校の志望校を目指す。シェルパ族との交流をはじめとして、世界が広がっていく中で、「より自分を厳しい環境に身を置きたい」という気持ちが芽生え、同年10月にWanganui Callegiate Schoolに入学。2022年（令和4年）12月に卒業した。
2023年（令和5年）に、慶應義塾大学総合政策学部に入学した。

### 多方面での活躍
15歳の春に父と再びヒマラヤを登頂した際、父が勤めるNPO法人、ピークエイドの「ランドセルをヒマラヤの子供たちに届けるプロジェクト」を担当し、ヒマラヤを舞台に行う様々な社会貢献活動をサポートした。この経験から、雄大な自然の観点のみあらず、そこに暮らす人々の暮らしや文化、ヒマラヤ民であるシェルパ族の社会が抱える様々な問題にまで興味・関心が広がるようになり、父と共に富士山清掃活動や、災害支援活動にも積極的に参加し役割を果たしている。

### 海外登山歴
2018年
- 12月 - ネパール・チュクンリー（5,600m）
- 12月 - ネパール・カラパタール（5,545m）

2019年
- 4月 - ネパール・ポカルデ峰（5,806m）、同・ゴーキョピーク（5,350m）
- 6月 - マレーシア・キナバル山（4,095m）
- 7月 - タンザニア・メルー山（4,562m）、同・キリマンジャロ（5,895m）

2023年
- 1月 - タンザニア・キリマンジャロ（5,895m）

2025年
- 5月 - ネパール・メラピーク（6,476m）

## 人物
- 趣味は、カメラ、フルート、ギター、読書に執筆。SEKAI NO OWARIの大ファン。
- 低学年の頃は引っ込み思案なタイプであったが、父との登山を機に積極性が芽生え始め、6年生の学芸会では「絶対に主役をやりたい」と自ら手を挙げ、校内オーディションにて主役の座を射止めた。
- 小学校の時の学芸会の成功体験もあり、中学時代は演劇部に所属した。
- 透明感あふれる独特の存在感に、物怖じしない父親譲りの度胸と素直でナチュラルなコメントが好評を博している。

## 出演

### TV
- メレンゲの気持ち（2018年12月18日、日本テレビ）[1] 父とともに出演。
- 踊る!さんま御殿!!（2019年7月16日、2023年9月5日、日本テレビ）[2][3]
- 沸騰ワード10（2019年9月、2020年2月21日、日本テレビ）[4]
- 徹子の部屋（2019年11月14日、テレビ朝日）[5]父とともに出演
- 1億人の大質問!?笑ってコラえて!（2019年12月25日、日本テレビ）[6]父とともに出演。
- おはよう朝日です40周年記念特別番組 キリマンジャロに挑戦 ほぼノーカット版スペシャル（2019年12月28日、朝日放送）[6]
- 追跡LIVE! Sports ウォッチャー（2020年6月、テレビ東京）
- 日立 世界・ふしぎ発見!（TBS）- ミステリーハンター
  - 最新!雪のニュージーランドで絶景登山&キャンプで珍獣探し（2020年8月15日）[7]
  - 南の島と謎多き海‼︎明かされる海の神秘（2021年3月6日）[8]
  - 楽園クック諸島＆神秘の雪国ニュージーランド（2021年9月18日）[9]
  - 古代ミステリースペシャル、クレオパトラの墓を追え!（2023年5月6日）[10]
  - 天空アンデスミステリー!マチュピチュ・ふしぎ大発見!（2024年2月24日）[11]
  - 天空文明SP第2弾 インカ聖地巡礼アドベンチャー（2024年3月2日）[12]
  - "伝説のミステリー"に新事実が!世紀の発見へ!大発掘3時間スペシャル（2024年11月9日）[13]

- ぽかぽか（2023年2月、フジテレビ）父とともに出演
- ウェルビーイング、みつけた（2023年4月 -、BS朝日）- ナレーション
- クイズ!あなたは小学5年生より賢いの?（2023年8月、日本テレビ）

### 雑誌
- 山と渓谷（2019年9月）
- BE-PAL（2019年9月）
- ランドネ（2019年9月、2023年5月）

### インターネットサイト
- zakzak 登山家・野口健、絵子　父の夢と希望を体現し越えていく決意の娘
- MILLET　PLAY ＃私らしく山を楽しむ　No.03
- MILLET　PLAY ＃私らしく山を楽しむ　No.08

### 企画展
- 野口健ｘ絵子写真展「父娘てくてく登山隊」
  - 2020年1月、FUJIFILM Imaging Plaza 東京）
  - 2020年2月、FUJIFILM Imaging Plaza 大阪）
  - 2020年4月、エルク